# Heliophanus similior
Heliophanus similior là một loài nhện trong họ Salticidae.
Loài này thuộc chi Heliophanus. Heliophanus similior được Ledoux miêu tả năm 2007.